# Brooksovo pohoří

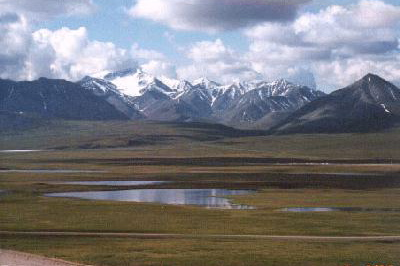
Brooksovo pohoří poblíž jezera Galbraith Lake

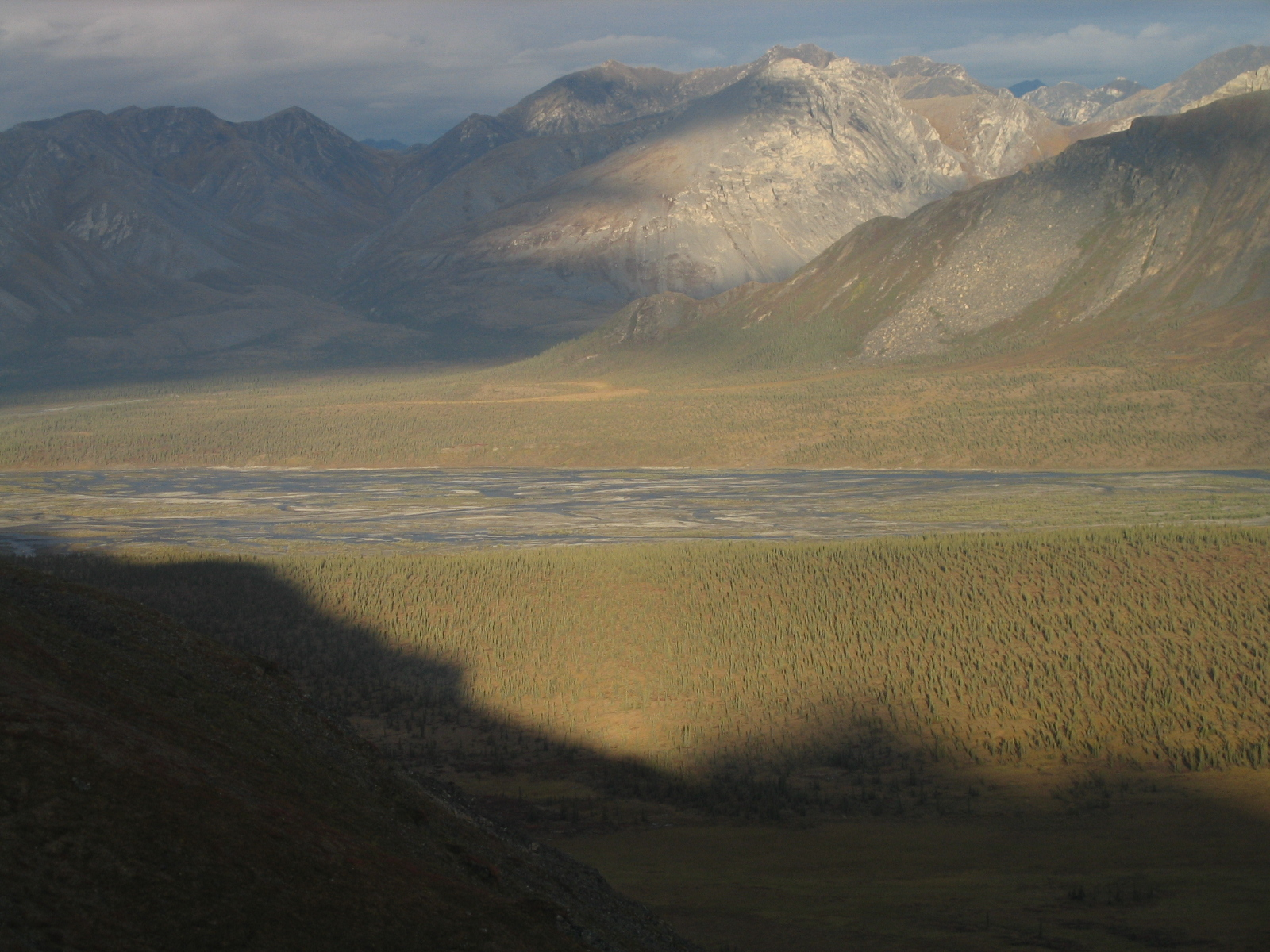
Řeka Chandalar

Brooksovo pohoří je horský systém zařazující se jako nejsevernější výběžek Skalnatých hor. Masiv částečně zasahuje na území teritoria Yukon v Kanadě (přibližně 6 %) a svou větší částí (94 %) pokrývá území Aljašky ve Spojených státech amerických. Prakticky celou svojí rozlohou leží za severním polárním kruhem. Pokládá se za poslední velkou divočinu kontinentu. Nejvyšším vrcholem je Mount Isto (2 736 m).
Pohoří bylo pojmenováno v roce 1925 po Alfredu Hulse Brooksovi, hlavním americkém geologovi pro Aljašku v letech 1903–1924.

## Charakteristika
Brooksovo pohoří, které se táhne v délce 1000 km od západu k východu, oddělují od Severního ledového oceánu a Beaufortova moře rozlehlé pobřežní nížiny, na nichž roste tundrový porost. Celková výměra systému je 391 973 km². Charakteristickými znaky pohoří jsou hluboká údolí, morénové valy, ledovcová jezera a prameny řek. Na jižních, teplejších svazích ještě rostou stromy, zatímco na severních stráních se rozprostírá už jen tundra.

## Geologie a vznik
Pohoří bylo vyvrásněno na konci druhohor zřejmě na místě jiných, dávno rozpadlých a zvětralých hor. Ostře řezané tvary až takřka alpinských vrcholů mají původ v ledovcové modelaci v dobách ledových. V současnosti je Brooksovo pohoří bez ledovců, protože malé srážky nedovolují jejich vznik.
Celoroční holomrazy se zimním průměrem −30 až −45 °C mají zničující účinky na celé horstvo. Minimální teploty zde dosahují až −60 °C. Holé skalní masivy jsou vystaveny mrazovému tříštění, které se podílí na vzniku tzv. mrazových srubů, plošin a rozsáhlých kamenných moří. Půda je zde promrzlá do hloubky několika set metrů, a tak se zde vytvářejí v půdě mnohoúhelníky (Polygonální půdy).

## Členění
Brooksovo pohoří se dělí na několik podcelků.
- De Long Mountains (Black Mountain, 1530 m n. m.)
- Colville Area (Siavlat, 1588 m n. m.)
- Baird Mountains (Mount Angayukaqsraq, 1433 m n. m.)
- Schwatka Mountains (Mount Igikpak, 2523 m n. m.)
- Endicott Mountains (Thibodeaux, 2298 m n. m.)
- Philip Smith Mountains (Cloud Peak, 2414 m n. m.)
- Eastern Brooks Range (Mount Chamberlin, 2749 m n. m.)

### Nejvyšší vrcholy
- Mount Isto (2736 m)
- Mount Hubley (2718 m)
- Mount Chamberlin (2713 m)
- Mount Michelson (2699 m)
- Contact Peak (2646 m)
- Mount Waw (2626 m)
- Tugak Peak (2591 m)
- Schwanda Peak (2591 m)
- Mount Suki (2530 m)

## Příroda

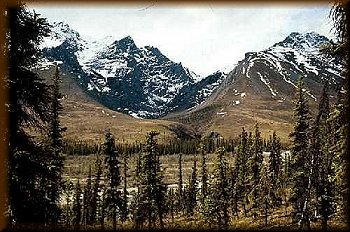
Národní park Arktická brána

Ve středu Brooksova pohoří leží velký národní park zvaný Gates of the Arctic (Brána Arktidy). Jeho počátek je na jižní straně, která je v Yukonu a ještě porůstá jehličnatým lesem. Smrky jsou vytáhlé a štíhlé. K tomu aby dosáhly průměru kmene 20 cm potřebují až 300 let. Nízké houževnaté dřeviny mají roční přírůstky dřeva jen kolem 2 mm. Směrem k vrcholům stromů ubývá a krajina přechází do podoby alpských luk a horských pustin. V oblasti se daří arktické zvěři, hlavně sobům, jejichž stáda celkem čítají na 160 000 jedinců.
Na sever od Arktické brány je to již jen krajina vystavená arktickému vzduchu s prudkými větry a velmi nízkými teplotami. Toto území zaujímá šestinu celé Aljašky.
Koncem léta přichází do oblasti krátké, arktické léto a slunce zde po dobu 80 dnů nezapadá. V tuto dobu táhnou velká stáda sobů na dlouhou cestu přes horské průsmyky na sever, na tundrové pastviny. Za nimi se táhnou smečky vlků a polárních lišek. Dalšími zde žijícími zvířaty jsou např. ovce aljašská či medvěd grizzly.